# Válka s Jugurthou
Válka s Jugurthou (latinsky Bellum Iugurthinum) byl ozbrojený konflikt, který v letech 112–106 př. n. l. probíhal mezi Římskou republikou a Numidií (dnešní území Alžírska), jež byla vedena králem Jugurthou. Numidské království bylo od punských válek věrným spojencem Říma, a protože Jugurtha, nemanželský synovec krále Micipsy, se chopil moci pomocí vražd a úplatků, cítil se Řím nucen zasáhnout, poté co u římského senátu hledal zastání Micipsův vlastní syn Adherbal. Válka představovala důležitý milník v procesu římského podmaňování severní Afriky, nicméně Numidie se stala římskou provincií až v roce 46 př. n. l. Přestože Římané nakonec triumfovali a posílili v severní Africe své pozice, průběh války vyvolal značné rozhořčení jak mezi římským lidem, tak mezi římskými vzdělanci. Především to, že všudypřítomná korupce válku protáhla, ba málem prohrála, bylo předmětem velké kritiky. Římský historik Sallustius napsal monografii Bellum Iugurthinum, ve které zdůraznil, že válka s Jugurthou byla víc než co jiného příznakem úpadku římské morálky. Umístil ji do časové osy degenerace Říma, která dle něj začala zbytečným vypleněním Kartága a skončila pádem samotné Římské republiky. Sallustiův spis je jedním z nejcennějších primárních zdrojů o válce, spolu s Plútarchovými životopisy Sully a Maria, dvou rozhodujících osobností závěru války.

## Průběh

Numidie (zelená) a Mauretánie (červená)

### Počátek války
Po prvním Adherbalově obrácení se na senát v roce 116 př. n. l., byla založena senátní komise vedená bývalým konzulem Luciem Opimiem, která měla spravedlivě rozdělit Numidii mezi Jugurthu a Adherbala. Jugurtha však podplatil římské úředníky, aby mu přidělili lepší, úrodnější a lidnatější západní polovinu Numidie, zatímco Adherbal dostal východ. Adherbal řešení přesto přijal a byl uzavřen mír. Krátce poté, v roce 113 př. n. l., Jugurtha vyhlásil Adherbalovi válku a porazil ho, čímž ho donutil ustoupit do Cirty. Jugurthovým cílem bylo dobýt a sjednotit Numidii pod svou vládou.

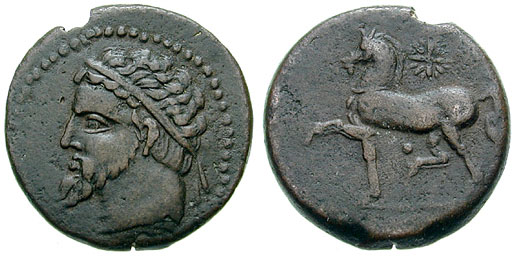
Mince s Adherbalovým vyobrazením

Řím, který to považoval za hrozbu pro stabilitu v regionu, se postavil na stranu Adherbala. S římskou pomocí Adherbal vydržel několik měsíců v defenzivě, podporován velkým počtem římských jezdců (equites), kteří se usadili v Africe za obchodními účely. Římský senát vyzval Jugurthu, aby ukončil válku a uznal Abherbalovo právo na jeho království. Jugurtha tento požadavek ignoroval. Senát k němu vyslal delegaci vedenou konzulem Marcusem Scaurusem. Jugurtha, který předstíral, že je otevřen diskusi, protahoval jednání se Scaurem tak dlouho, aby Cirtě došly zásoby. Když Scaurus odešel, aniž by donutil Jugurthu k podvolení, Adherbalovi nezbylo než se vzdát. Jugurtha ho okamžitě nechal popravit spolu se všemi Římany, kteří se připojili k obraně Cirty. Smrt římských občanů vyvolala okamžitý rozruch v celém Římě a senát, pod tlakem tribuna lidu Gaia Memmia, nakonec v roce 111 př. n. l. vyhlásil Jugurthovi válku, i když s nechutí.

### Bestiova výprava

Mapa s vyznačením míst klíčových bitev války

Velitelem římské armády v Africe byl jmenován konzul Lucius Calpurnius Bestia. Byl doprovázen Scaurem a dalšími zkušenými důstojníky. Obdržel nabídku spojenectví i od Bokcha I., krále Mauretánie. Bokchus byl Jugurhův tchán. Jeho zrada Jugurthu zaskočila a požádal římského konzula o mír. Římští senátoři ho pak přestali považovat za hrozbu a mírová smlouva byla velmi schovívavá: Numidie byla Jugurthovi vrácena neporušená, výměnou za úplatky senátu, malou dodatečnou pokutu a propadnutí jeho válečných slonů (které později koupil zpět za sníženou cenu od zkorumpovaných římských důstojníků). Jugurthova smlouva o podmínkách kapitulace byla tak výhodná, že vvyvola hněv římských obyvatel. Na žádost tribuna Memmia bylo zahájeno vyšetřování jednání o smlouvě. Jugurtha byl povolán do Říma jako svědek. Podplatil však dva římské tribuny, aby proces vetovali a zabránili mu tak svědčit. Jugurthův bratranec Massiva, který uprchl do Říma, se pokusil využít nálad římského lidu a začal v Římě prosazovat svůj vlastní nárok na numidský trůn. Jugurtha ho nechal ihned zavraždit. Senát, i když byl zpočátku nakloněn znovu přijmout od Jogurthy úplatky, nakonec pod tlakem zuřivosti davu Jugurthu vyhnal z města a zrušil nedávný mír.

### Výpravy bratrů Postumiů
Velení římské armády v Africe převzal roku 110 př. n. l. konzul Spurius Postumius Albinus. Ale nedokázal provést energickou akci kvůli nekázni svých vojáků a snad i dalšímu úplatkářství ze strany Jugurthy. Později téhož roku se Albinus vrátil do Itálie a přenechal velení svému bratrovi Aulovi Postumiovi Albinovi. Ten se rozhodl pro smělý útok a uprostřed zimy oblehl město Suthul, kde byla uložena numidská pokladnice. Město však bylo silně obsazeno posádkou a výborně opevněno. Postumius město nedobyl. Obával se prostě ustoupit, aniž by se mohl vykázat nějakou ranou uštědřenou nepříteli, a tak se nechal Jugurthou vylákat na Saharu, kde byl záhy zaskočen berberským vojskem. Polovina římské armády byla pobita a ti, kteří přežili, byli nuceni projít hanebným rituálem kapitulace. Přitom kolovaly znovu zvěsti, že lest na Sahaře byla usnadněna úplatky. Poražený Postumius podepsal smlouvu, kterou byl Jugurtha natrvalo jmenován králem celé Numidie. Když se však senát doslechl o této kapitulaci, odmítl ji akceptovat.

### Metellova výprava

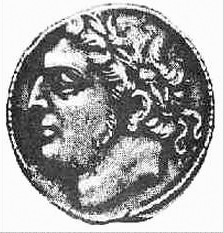
Jugurtha na minci

Po Postumiově porážce se senát konečně probral z letargie a jmenoval velitelem v Africe plebejce Quinta Metella, který měl pověst bezúhonného a odvážného člověka. Metellus si vybral důstojníky pro své tažení čistě na základě schopností, nikoli hodností. Do Afriky dorazil v roce 109 př. n. l. Odmítl s demoralizovanou armádou jít ihned do boje a nejdříve v ní zavedl přísnou disciplínu. Na jaře 108 př. n. l. pak vedl svou reorganizovanou armádu do Numidie. Jugurtha byl znepokojen a zahájil jednání. Metellus vyslal delegaci s úkolem Jugurthu zatknout, a nikoli s ním jednat. Lstivý Jugurtha ale uhodl Metellovy úmysly a stáhl se na jih za Numidské hory. Zaujal pozice na pouštních pláních za nimi. Metellus ho pronásledoval a překročil hory. Jugurtha však prokázal vynikající odhad. Římané měli pouze těžkou jízdu, která byla v poušti těžkopádná. Proti tomu numidská lehká jízda byla dobře přizpůsobena drsnému terénu, mohla snadno zaútočit, a poté utéct. Nakonec Metellus obsadil jediný pahorek na pláni, čímž ovládl situaci na bojišti. Římská pěchota zahnala Jugurthovy vojáky do pouště. Metellus vyhrál bitvu, ale nebylo to definitivní vítězství, protože numidský král uprchl.
Nové kolo vyjednávání přineslo neúspěch, když Metellus odmítl Jugurthovy velké ústupky a požadoval, aby se král vydal do římského zajetí. Aby mohl Římanům vzdorovat účinněji, propustil Jugurtha většinu svých nekvalitních rekrutů a ponechal si pouze nejaktivnější jednotky pěchoty a lehké jízdy, aby mohl válku udržovat partyzánskou taktikou. Metellus opět postupoval vpřed, dobýval jedno město za druhým, ale nepodařilo se mu zajmout krále. Pokusil se vyprovokovat Jugurthu k otevřené bitvě tím, že oblehl numidské město Zama, ale král obezřetně pokračoval ve své taktice. V roce 108 př. n. l., když Metellus zjistil polohu Jugurthovy armády, dostihl Numiďany a způsobil králi vážnou porážku. Jugurtha se svou rodinou a truhlami s poklady uprchl do pouštní pevnosti Thala, k níž se dalo dostat jen mučivým třídenním pochodem pouští. Metellus vybavil své vojsko vaky pro přepravu vody a pevnost oblehl. Padla po čtyřiceti dnech. Jugurthovi se však i tentokrát podařilo uniknout z hořících trosek.
Poté se Jugurtha uchýlil ke dvoru svého tchána, krále Bokcha I. z Mauretánie. Ten sice dříve projevoval velkou loajalitu vůči Římanům, ale nyní Jugurthu vlídně přijal, ač výslovně nevyhlásil válku Římu. Poslal nicméně své vojsko k Cirtě, kde se Metellus se svými vojáky zazimoval. Bokchus začal vyjednávat s Mettelem o vydání Jugurthy. Než mohlo být dosaženo dohody, byl Metellus zbaven velení římským kmenovým shromážděním (Comitia Tributa) a nahrazen svým zástupcem Gaiem Mariem, mezitím v Římě zvoleným konzulem. To byl významný mezník v římských dějinách, protože kmenové shromáždění (zvané též tributní sněm) si v této věci uzurpovalo pravomoc senátu a senát se podvolil. Metellus tím byl rozzuřen a rozhodl se Mariovi značně ztížit situaci tím, že odmítl své legie předat pod jeho velení. Poslal je zpět do Itálie, aby se připojily k armádě druhého konzula Lucia Cassia Longina (který se chystal pochodovat na sever, aby čelil germánské invazi do Galie).

### Mariova výprava

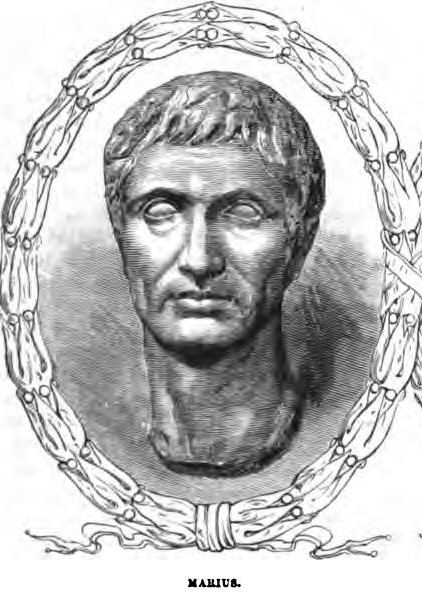
Gaius Marius

Marius zjistil, že doplňování vojska tradičním způsobem už není dále možné. Jak se zvyšovaly nerovnosti v římské společnosti, méně mužů splňovalo majetkové požadavky pro službu v legiích. Marius se proto rozhodl naverbovat tisíce chudých Římanů (odvolal se na precedent punské války), aby vytvořil silnou armádu pro numidské tažení. Tento krok ho později inspiroval k zásadní armádní reformě.

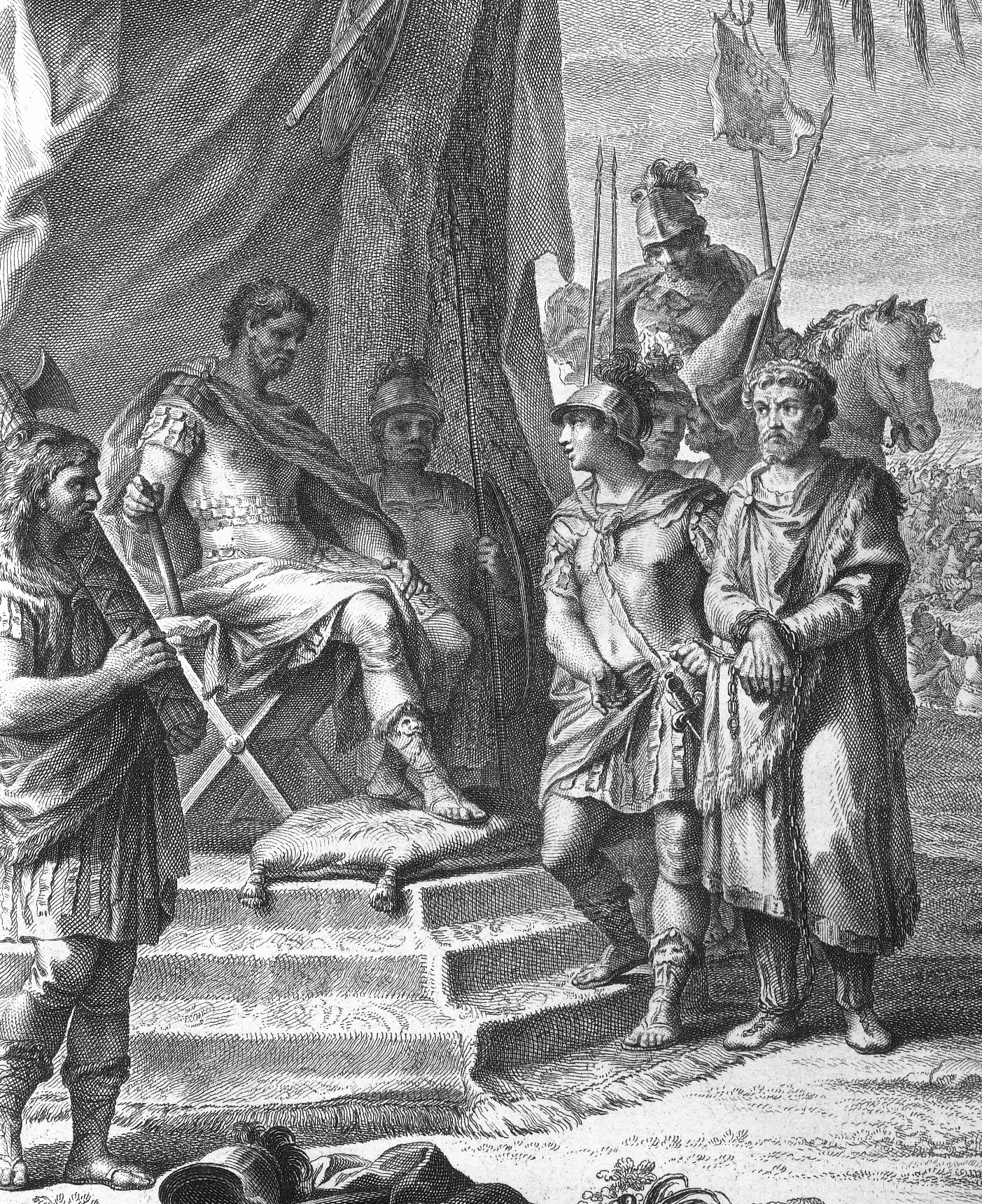
Jugurthovo zajetí

Když Gaius Marius v roce 107 př. n. l. dorazil do Numidie, okamžitě přestal vyjednávat a obnovil boje. Táhl na západ a plenil numidský venkov. Dobýval menší numidská města a pevnosti a snažil se vyprovokovat Jugurthu k bitvě. Ale numidský král zůstal opevněn. Marius pokračoval v obsazování numidských měst a opevnil několik strategických pozic. Na konci roku 107 př. n. l. podnikl nebezpečný pouštní pochod do Gafsy na dalekém jihu, kde po kapitulaci města popravil všechny, kdo přežili. Poté postoupil daleko na západ a dobyl pevnost poblíž řeky Muluccha, kam Jugurtha přesunul velkou část svého pokladu. Mezitím Jugurthovi věrní znovu dobyli Cirtu. Tím, že Marius táhl tak daleko na západ, přiblížil římské vojsko k državám krále Bockcha. Tím Mauretánce vyprovokoval k válce a přidání se na stranu Jugurthy. V pouštích západně od Serifu byl Marius zaskočen mohutnou armádou Numiďanů a Mauretanců pod velením obou králů. Byl donucen k pouhé taktické obraně a na čas se ocitl v obležení na pahorku. Mariův kvestor Lucius Cornelius Sulla se ocitl v podobné defenzivě na jiném kopci poblíž. Římanům se však podařilo nepřítele zadržet až do večera a Afričané se stáhli s jistotou, že práci dokončí druhý den ráno. Římané ale překvapili nedostatečně střežený tábor Afričanů prudkým úderem za úsvitu a africkou armádu zcela rozprášili. Pak táhli na východ, aby znovu dobyli Cirtu a ukryli se tam v zimovištích. Afričtí králové táhli na východ, ale byli odraženi Sullou. Spojená africká armáda se pak pokusila Maria zaskočit v zimovišti, ale příchod Sullových vojsk k Cirtě zvrátil situaci na bojišti a Římané Jugurthovu i Bokchovu armádu porazili. Marius poté mohl svou armádu v klidu zazimovat.
Mariovi v zimě došlo, že Jugurtha se nyní vrátí k partyzánské formě boje, která Římanům krajně nevyhovuje. Během zimy proto obnovil jednání s Bokchem, který formálně dosud nevyhlásil válku Římu. Nakonec Marius uzavřel s Bockchem dohodu, podle níž Sulla, který se přátelil se členy Bokchusova dvora, vstoupí do Bokchusova tábora a Jugurthu si odvede. Zbývající Jugurthovi stoupenci, kteří pochopili, co se děje, byli poté zrádně zmasakrováni Mauritánci a král Jugurtha byl Bokchusem předán v řetězech Sullovi. Za odměnu mohl Bokchus anektovat západní část Jugurthova království. Jugurtha byl uvržen do podzemního vězení Tullianum v Římě a nakonec byl v roce 104 př. n. l. popraven. To, že Jugurtha byl poražen lstí a nikoli v boji, nicméně přispělo k rozpakům, které v Římě celý průběh války vyvolával.